# Skigebiet Gaißau-Hintersee
Das Salzburger Skigebiet Gaißau-Hintersee befindet sich südlich der Stadt Salzburg in der Osterhorngruppe mit Flächenanteilen der Gemeinden Krispl und Hintersee.

## Beschreibung
Das Skigebiet befindet sich 25 Kilometer südlich von Salzburg. Das Sportgebiet liegt zwischen 750 Meter und 1567 Meter Seehöhe und wird von 8 Liftanlagen erschlossen. 30 präparierte Pistenkilometer aller Schwierigkeitsstufen verlaufen entlang der Berghänge von Gaißau und Hintersee. Acht Skihütten mit Sonnenterrassen verteilen sich über das Skigebiet. An den Talstationen stehen den Gästen zudem drei Skiverleihe und zwei Skischulen zur Verfügung. 

## Geschichte

### Errichtung 1977
Die Skischaukel, die Verbindung zwischen den Orten Gaißau und Hintersee, wurde im Jahr 1977 errichtet. Hintersee hatte damals den ersten Dreiersessellift im Land Salzburg. 2010 haben die Bergbahnen Saalbach Hinterglemm Ges.m.b.H. das Skigebiet aufgrund anstehenden Investitionsaufwandes verkauft.
Ende 2016 übernahm der nunmehrige chinesische Mehrheitseigentümer die Geschäftsführung. Zu diesem Zeitpunkt war bereits bekannt, dass sich das Skigebiet in finanziellen Schwierigkeiten befunden hat.

### Insolvenz 2017
Am 13. Jänner 2017 meldete die betreibende Gesellschaft den Konkurs an. Das Skigebiet konnte trotz Insolvenz den laufenden Betrieb der Saison 2016/17 aufrechterhalten. Mit Jahresende 2019 ist ein Konkursverfahren geplant, die anliegenden Gemeinden wollen aber das Skigebiet mittels Unterstützung vom Land Salzburg retten. Nach der Neuübernahme wurde das Skigebiet im Jänner 2021 wieder in Betrieb genommen.

### Insolvenz 2022
Der nächtliche Abtransport einer Pistenraupe am 2. September 2022 wurde von Anwohnern aufgehalten, stellte sich jedoch als rechtmäßig heraus, da die Raupe einer Leasingfirma gehörte.
Der Besitz der Liftgesellschaft wird vom Masseverwalter als so gering eingeschätzt, dass sie die Kosten eines Insolvenzverfahrens nicht tragen kann.

## Daten und Fakten
| Liftname                | Höhenunterschied | Länge  |
| ----------------------- | ---------------- | ------ |
| 2-SL Spielbergalm       | 447 m            | 2327 m |
| 3-SL Hintersee          | 486 m            | 1743 m |
| 4-SL Latschenalm        | 331 m            | 1138 m |
| Spielbergalm Übungslift | 38 m             | 263 m  |
| Wieserhörndllift        | 302 m            | 1191 m |
| Kurvenlift              | 468 m            | 2144 m |
| Anzenbergalmlift        | 247 m            | 968 m  |
| Anzenbergalm Übungslift | 11 m             | 90 m   |